# Stephen Kemble

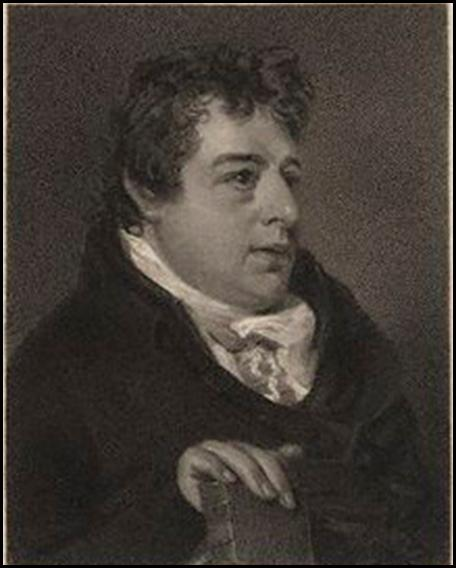
Stephen Kemble, Porträt von James Heath, 1808

George Stephen Kemble (* 21. April oder 3. Mai 1758 in Kington, Herefordshire, England; † 5. Juni 1822 bei Durham) war ein britischer Schauspieler.

## Leben
Stephen Kemble war ein Sohn des Schauspielerehepaares Sarah Kemble, geb. Ward, und Roger Kemble. Bekannte Geschwister Stephen Kembles waren Sarah Siddons (1755–1831), John Philip Kemble (1757–1823) und Charles Kemble (1775–1854).
Stephen Kemble wurde unmittelbar nach einem Auftritt seiner Mutter als Anne Boleyn in dem Stück Henry VIII. geboren. Kemble studierte zunächst Chemie bzw. wurde von dem Arzt Dr. Gibbs in Coventry ausgebildet, gab diese Ausbildung jedoch nach zwei Jahren auf und schloss sich einer Schauspielertruppe an. Im September 1783 trat er erstmals im Theatre Royal in Covent Garden auf, wo er den Othello spielte. Im November desselben Jahres heiratete er die Schauspielerin Elizabeth Satchell, mit der er zwei Kinder bekam.
Auch diese beiden Kinder des Ehepaares Kemble, Frances und Henry Stephen, schlugen die Schauspielerlaufbahn ein. Die Tochter trat im Alter von fünf Jahren zum ersten Mal auf. Nachdem sie im Jahr 1805 Robert Arkwright geheiratet hatte, gab sie aber ihre Bühnenlaufbahn auf. Der Sohn hatte seine erste Bühnenrolle schon im Alter von vier Jahren, war aber später wenig erfolgreich, wurde alkoholkrank und starb im Alter von 46 Jahren. Mehr Erfolg war Stephen Kembles Neffen Henry Siddons beschieden, dem ältesten Sohn seiner Schwester Sarah Kemble Siddons, den er 1792 in seine Schauspielertruppe aufnahm. Henry Siddons, der schon als Kind auf der Bühne gestanden hatte, hatte seine erste Rolle unter dem Onkel in Sheffield.

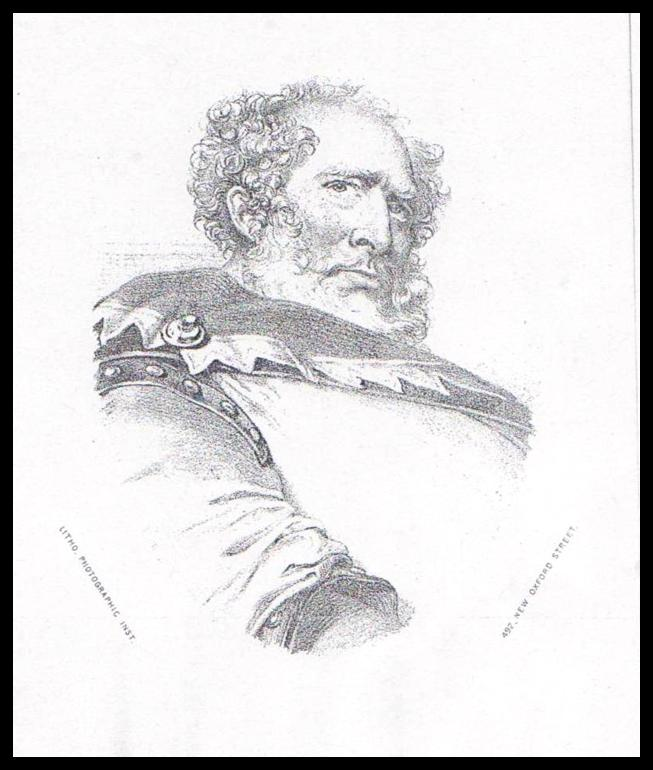
Kemble als Falstaff

Im Jahr nach seiner Eheschließung mit Elizabeth Satchell wechselte Stephen Kemble von Covent Garden ins Haymarket Theatre. Zu seinen bekanntesten Rollen gehörte der Falstaff. 1822 war im Edinburgh literary journal zu lesen, Kemble sei vielleicht der beste Falstaff gewesen, der je auf einer britischen Bühne gestanden habe.

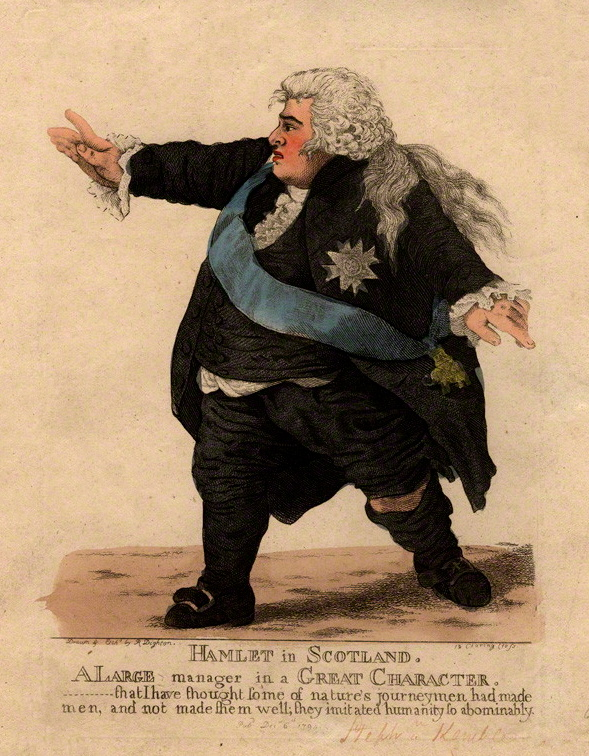
Kemble als Hamlet, 1794

Stephen Kemble, der nicht nur sehr groß, sondern auch übergewichtig war, stellte die Schauspielerei aber schließlich zugunsten einer Tätigkeit als Theatermanager in Newcastle, Edinburgh, Liverpool, Glasgow und anderen Städten zurück. So war er von 1791 bis 1806 Manager des Theatre Royal in Newcastle. Das Theatre Royal in Edinburgh managte er bis 1792, dann verlor er seine Stelle dort. Dennoch ließ er weiterhin Stücke aufführen. Seine Konkurrentin Mrs. Esten leitete rechtliche Schritte gegen ihn ein, konnte sich aber gegen Kemble nicht durchsetzen.
1792 brachte Stephen Kemble im Haymarket Theatre sein Stück The Northern Inn auf die Bühne. 1809 publizierte er in Edinburgh das Buch Odes, Lyrical Ballads and Poems. Das Theaterstück Flodden Field, das auf Walter Scotts Marmion basierte, war erstmals 1819 in Drury Lane zu sehen, wo Kemble in den Jahren 1818 und 1819 Manager war. Er ließ dort auch seinen Sohn spielen. Dies führte allerdings zu finanziellen Problemen des Theaters.
Stephen Kemble war in Durham, wo er in späteren Jahren wohnte, sehr beliebt. Befreundet war er dort insbesondere mit dem Polen Józef Boruwłaski. Er starb nach einer schweren Krankheit und wurde durch die Beisetzung in der Kathedrale von Durham geehrt.